# Victor Bak
Victor Bak, né le 3 octobre 2003 à Copenhague au Danemark, est un footballeur danois qui évolue au poste d'arrière gauche au FC Midtjylland.

## Biographie

### En club
Né à Copenhague au Danemark, Victor Bak commence le football à l'IF Nordthy, avant d'être formé par le FC Midtjylland, où il évolue dans les équipes de jeunes à partir des U12.
Le 30 août 2022, Bak est prêté jusqu'à la fin de l'année au Hobro IK afin de gagner en expérience.
Au retour de son prêt de Hobro Il, Victor Bak prolonge son contrat avec le FC Midtjylland, étant désormais lié au club jusqu'en décembre 2027.
Il remporte son premier titre en étant sacré Champion du Danemark en 2023-2024.

### En sélection
De 2019 à 2020, Victor Bak représente l'équipe du Danemark des moins de 17 ans, jouant au total dix matchs avec cette sélection.
Victor Bak joue son premier match avec l'équipe du Danemark espoirs le 22 mars 2024, lors d'un match amical face à l'Autriche. Il est titularisé lors de la première période avant d'être remplacé par Patrick Dorgu. Les deux équipes se neutralisent ce jour-là (1-1 score final). 

## Palmarès
FC Midtjylland
- Championnat du Danemark (1) :
  - Champion : 2023-2024.